# USS 선피시
USS 선피시 (SS-281)는 가토급 잠수함으로, 복어목 해양어류인 개복치의 이름을 딴 미국 해군의 잠수함이다.

## 건조 및 초기 경력
선피시는 1941년 9월 25일 캘리포니아 발레이오의 마레 아일랜드 해군 조선소에서 기공되었으며, 1942년 5월 2일 J. W. 파울러 부인의 후원으로 진수되었고, 1942년 7월 15일에 취역하여 리처드 W. 피터슨 함장이 지휘했다.
선피시는 샌디에이고 만 지역에서 시운전을 거친 후, 수리를 위해 샌프란시스코로 향했다. 1942년 10월 26일, 선피시는 태평양 전쟁을 위해서 출항했다.

## 첫 번째 및 두 번째 전쟁 순찰, 1942년 11월 – 1943년 4월
11월 1일 하와이 준주 진주만에 도착했고, 11월 23일 첫 번째 전쟁 순찰을 떠났다. 그녀의 할당된 순찰 구역은 일본 혼슈와 홋카이도 해안이었다. 잠수함은 12월 16일 밤 이세노 이미 입구에 기뢰를 부설했다. 12월 18일, 교와마루 호(Kyowa Maru)를 어뢰로 공격하여 손상시켰다. 순찰은 1943년 1월 14일 미드웨이 섬으로 돌아오면서 종료되었다.
선피시는 2월 4일 두 번째 순찰을 시작했으며, 이는 동중국해로 향했다. 3월 4일 밤 소드피시는 배에 어뢰를 발사하여 불을 붙였다.
이틀 후, 소드피시는 4개의 어뢰를 발사하여 수송선을 공격했고, 세 번의 폭발음이 들렸다. 잠수함이 잠망경을 올리자, 구축함이 사령탑 위를 지나가며 폭뢰로 공격하여 경미한 손상을 입혔다. 3월 13일 밤, 선피시는 29°04′N 129°17′E에 위치한 다카라지마 근해에서 3,262톤급 화물선인 코세이 마루 호(Kosei Maru)를 어뢰로 침몰시켰다. 잠수함은 4월 3일 진주만으로 돌아왔다.

## 세 번째 및 네 번째 전쟁 순찰, 1943년 5월 – 9월
그녀의 세 번째 순찰은 5월 4일부터 6월 24일까지 트루크 환초 근처 해운로에서 이루어졌다. 선피시는 적 함선을 찾지 못하여 5월 23일 앙가우르 섬을 정찰하고 닷새 후 파이스 섬의 정유 시설을 포격했다.
7월 28일부터 9월 25일까지 선피시는 대만 해역을 순찰했다. 8월 13일 두 번의 공격으로 탱커 한 척을 침몰시키고 개조된 포정 에도 마루 호(Edo Maru)를 공격하여 폭발시켰고, 불꽃이 200 피트 (60 m) 높이로 솟아올랐다. 9월 4일 새벽, 선피시는 불 켜진 삼판 사이를 피해 10척의 호송선을 공격하여 폭발한 코존 마루 호(Kozon Maru)를 침몰시켰다.

## 다섯 번째 및 여섯 번째 전쟁 순찰, 1943년 10월 – 1944년 3월
선피시는 진주만에서 재정비를 마친 후 10월 16일 대만 북동부 지역 순찰을 위해 출항했다. 그러나 가치 있는 목표물을 찾지 못하고 1943년 12월 14일 진주만으로 돌아왔다.
1944년 1월 14일, 선피시는 새로운 지휘관인 에드워드 E. 셸비 함장의 지휘 아래 캐롤라인 제도와 마리아나 제도 사이의 해로를 순찰하기 위해 출항했다. 소드피시는 1월 21일부터 1월 30일 사이에 코스라에와 캐롤라인 제도의 또 다른 환초를 사전 정찰했다. 2월 23일, 잠수함은 호송선에 네 차례 공격을 가하여 구니시마 마루 호(Kunishima Maru)와 신유바리 마루 호(Shinyubari Maru)를 침몰시켰는데, 이들의 총 톤수는 9,437톤이었다. 3월 7일 진주만으로 돌아온 후, 소드피시는 샌프란시스코로 가서 6월 초에 완료된 정비를 받았다.

## 일곱 번째 및 여덟 번째 전쟁 순찰, 1944년 6월 – 9월
정비를 마친 선피시는 진주만으로 돌아와 6월 22일 쿠릴 열도 지역에서 일곱 번째 전쟁 순찰을 위해 출항했다. 소드피시는 7월 5일 밤 화객선 산마이 마루 호(Shanmai Maru)를 침몰시켰다. 다음날, 잠수함은 14척의 삼판과 저인망 어선 함대를 갑판포로 교전하여 파괴했다. 선피시는 7월 6일 실수로 소련 상선 오브(Ob)를 침몰시켰다. 그리고 7월 9일 아침 6,284톤급 화물선 타이헤이마루 호(Taihei Maru)를 침몰시켰다. 선피시는 8월 1일부터 8월 19일까지 재정비 기간을 위해 미드웨이로 항해했다.
선피시는 8월 20일 황해로 향하는 미드웨이를 떠나 여덟 번째 전쟁 순찰을 시작했다. 9월 10일 소드피시는 쓰시마 해협에서 나오는 호송선을 요격하여 지하야 마루 호(Chihaya Maru)를 침몰시키고 다른 여러 목표물을 손상시켰다. 9월 13일 밤, 선피시는 또 다른 호송선을 공격하여 에타시마 마루 (Etashima Maru)를 침몰시키고 다른 목표물에 손상을 입혔는데, 한 척은 갑판이 침수된 채로 남겨졌다. 순찰은 9월 27일 진주만에서 종료되었다.

## 아홉 번째 전쟁 순찰, 1944년 10월 – 12월
선피시는 10월 23일 다른 미국 잠수함인 페토 (SS-265)와 스페이드피시 (SS-411)를 포함하는 "이리떼 전술(Wolfpack)"의 일환으로 황해로 돌아왔다. 11월 17일, 선피시는 21,000톤급 호위 항공모함 신요가 이끄는 8척의 호송선을 목격했다. 항공모함은 재빨리 선피시의 사정거리를 벗어났고, 선피시는 그 사실을 울프팩의 다른 구성원들에게 알렸다. 선피시는 호송선의 나머지 함선들을 공격하여 두 척의 병력 수송선을 침몰시켰는데, 에도가와 마루는 2,113명의 생명을 잃었고, 세이쇼 마루호는 448명의 생명을 잃었다. 스페이드피시는 신요를 어뢰로 침몰시켰는데, 1,130명의 탑승자들이 사망하였다. 전투가 계속되면서 페토는 아이사카산 마루 호(Aisakasan Maru)와 친카이 마루 호(Chinkai Maru)를 침몰시켰고, 스페이드피시는 잠수함 추적정 제156호(Submarine Chaser No. 156)를 침몰시켰다.
11월 29일, 스페이드피시는 다이보시 마루 호(Daiboshi Maru)를 침몰시켰다. 다음날 선피시는 수송선 다이렌 마루(Dairen Maru)를 침몰시켰다. 순찰은 1944년 12월 19일 마셜 제도 마주로에서 종료되었는데, 울프팩은 총 59,000톤의 일본 선박을 침몰시켰다.

## 열 번째 및 열한 번째 전쟁 순찰, 1945년 1월 – 4월
선피시는 1945년 1월 15일 마주로를 떠나 동중국해와 황해를 순찰했다. 2월 20일, 소드피시는 유빙과 충돌하여 두 개의 잠망경이 손상되어 순찰을 조기에 종료해야 했다. 선피시는 2월 27일 괌 아프라 항에 도착하여 재정비 및 수리를 받았다.
선피시는 1945년 3월 31일 존 W. 리드 사령관의 지휘 아래 마지막 열한 번째 전쟁 순찰을 시작했으며, 혼슈와 홋카이도 해역을 순찰했다. 소드피시는 4월에 오미나토 근해에서 작전을 수행했다. 9일, 소드피시는 속도를 내어 보호된 항구로 들어간 배를 손상시켰다. 닷새 후, 선피시는 상선에 세 발의 어뢰를 발사했지만 모두 빗나갔다. 잠수함은 4월 16일 주간 공격을 감행하여 수송선 만류 마루 호(Manryu Maru)와 프리깃 해안 경비함 제73호(Coast Defense Vessel No. 73)를 침몰시켰다. 소드피시는 사흘 후 야간 레이더 공격으로 마지막 어뢰를 사용하여 카이호 마루 호(Kaiho Maru)와 타이세이 마루 호(Taisei Maru)를 침몰시켰다. 선피시는 4월 28일 진주만으로 돌아왔고 이틀 후 미국 본토로 출항하였다.

## 전후
선피시는 5월 7일부터 7월 31일까지 마레 아일랜드 해군 조선소에서 정비를 받았으며 8월 9일 진주만으로 돌아왔다. 소드피시는 일본과의 적대 행위가 중단되었을 때 또 다른 순찰을 준비하고 있었다. 잠수함은 8월 29일 진주만을 떠나 서해안으로 향했다. 소드피시는 9월 5일 마레 아일랜드에 도착하여 비활성화되었고, 1945년 12월 26일 그곳에서 퇴역했다. 소드피시는 전쟁 후 퇴역한 가토급 잠수함 중 첫 번째였다. 선피시는 1960년 5월 1일 해군 명단에서 제외될 때까지 해군 예비군 부대의 교실로 사용되며 퇴역 전 상태로 남아 있었다.

## 표창 및 상훈
선피시는 제2차 세계 대전에서 9개의 표창을 받았다.

## 내용주
1. ↑  Position in reference is southeast of the island. Kosei Maru was built as the World War I era Emergency Fleet Corporation Design 1023 type Buffalo Bridge (O/N 218821) in 1919 by Submarine Boat Corporation, Newark, N.J. sold to Japan.

### 주 내용
1. 1 2 3 4 5 6 7  Friedman, Norman (1995). 《U.S. Submarines Through 1945: An Illustrated Design History》. Annapolis, Maryland: United States Naval Institute. 285–304쪽. ISBN 1-55750-263-3.
2. 1 2 3 4 5 6  Bauer, K. Jack; Roberts, Stephen S. (1991). 《Register of Ships of the U.S. Navy, 1775-1990: Major Combatants》. Westport, Connecticut: Greenwood Press. 271–273쪽. ISBN 0-313-26202-0.
3. 1 2 3 4 5 6  U.S. Submarines Through 1945 pp. 305-311
4. ↑  Cressman, Robert (2000). 〈Chapter IV: 1942〉. 《The official chronology of the U.S. Navy in World War II》. Annapolis, Maryland: Naval Institute Press. ISBN 978-1-55750-149-3. OCLC 41977179. 2007년 12월 18일에 확인함.
5. ↑  Japanese Naval and Merchant Shipping Losses: During World War II by All Causes (보고서). Washington, D.C.: Joint Army-Navy Assessment Committee. February 1947. 39쪽. 2020년 5월 3일에 확인함.
6. ↑  Axis History Forum
7. ↑  Hinman & Campbell, Appendix B, unpaginated.
8. ↑  “Allied Warships: Sunfish (SS-281)”. 《uboat.net》. 2023년 10월 20일에 확인함.

- 이 문서는 퍼블릭 도메인 Dictionary of American Naval Fighting Ships의 문구를 포함합니다. 이 항목은 여기에서 볼 수 있습니다.

### 문헌
- Hinman, Charles R., and Douglas E. Campbell. The Submarine Has No Friends: Friendly Fire Incidents Involving U.S. Submarines During World War II. Syneca Research Group, Inc., 2019. ISBN 978-0-359-76906-3.